# Justin Benson e Aaron Moorhead
Justin Benson (San Diego, 9 giugno 1983) e 
Aaron Scott Moorhead (Tampa, 3 marzo 1987) sono una coppia di registi, produttori cinematografici e montatori statunitensi. Inoltre Benson è uno  sceneggiatore e Moorhead è un direttore della fotografia.

## Filmografia
Sia Benson che Moorhead si occupano della regia, della produzione e del montaggio dei loro film. 
Mentre la sceneggiatura è opera del solo Benson, e il lavoro di direttore della fotografia del solo Moorhead.

### Registi e sceneggiatori

#### Cinema
- Resolution (2012)
- Bonestorm, episodio di V/H/S: Viral (2014)
- Spring (2014)
- The Endless - Viaggi nel tempo (The Endless) (2017)
- Synchronic (2019)
- Something in the Dirt (2022)

#### Televisione
- The Twilight Zone - serie TV, 1 episodio  (2020)
- Archive 81 - Universi alternativi (Archive 81) - serie TV, 2 episodi (2022)
- Moon Knight – miniserie TV, 2 episodi (2022)
- Loki  - serie TV, 4 episodi (2023)
- Daredevil - Rinascita (Daredevil: Born Again) - serie TV (2025-in corso)

#### Cortometraggi
- A.M. (2010)
- Wrecked (2013)

### Produttori
- After Midnight (2019)
- She Dies Tomorrow (2020)